# Карстов каньон „Голямата канара“
Карстовият каньон „Голямата канара“ е защитена местност в България. Намира се в землището на село Петров дол, област Варна.
Защитената местност е с площ 33 ha. Обявена е на 5 април 1979 г. с цел опазване на карстов каньон, местообитание на белоопашат мишелов и египетски лешояд. Защитената местност е в границите на защитената зона от Натура 2000 Провадийско-Роякско плато.
В защитената местност се забранява:
- взривяването, строителство на пътища, разкриването на кариери, провеждането на минно-геоложки и други дейности, с които се поврежда или изменя ландшафта;
- ловът и безпокоенето на птиците, както и изземването на яйцата и малките им;
- залагането на отровни примамки.[1]

Разрешава се използването на защитената местност за паша.